# 東京聖三一教会
東京聖三一教会（とうきょうせいさんいちきょうかい）は、東京都世田谷区代沢にある、日本聖公会東京教区の山手グループに所属する教会。「聖三一」とは、三位一体の神を指す。
アルディ・ナ・ウペポという東アフリカの子供の為の活動をしている団体の事務局が置かれている。

## 概要・略歴
1874年（明治7年）、チャニング・ウィリアムズ（立教大学創設者）は深川西元町に教会堂を建て、翌1875年（明治8年）に献堂式を行うが、これが東京における米国聖公会の最初の会堂で、聖三一教会（深川・聖三一教会）と呼ばれる。
1883年（明治16年）に、築地に立教大学校（後の立教大学）が開設され、校長のジェームズ・ガーディナーが設計した新校舎には東京三一神学校（後の聖公会神学院）も移転して併設されたが、立教大学校と東京三一神学校の学生および築地を中心とする周辺の信徒、求道者が当初は教室で、翌1884年（明治17年）からは講堂で立教教会（立教会堂）の名称の集会を開く。
1889年（明治22年）、深川・聖三一教会は2つに分かれて、1つは築地の立教教会（立教会堂）と合併してガーディナーの設計で竣工した築地・聖三一大聖堂を拠点とする築地・聖三一教会（現在の東京聖三一教会）となり、もう1つは深川にとどまり真光教会（現在は町田市にある）となった。
1923年（大正12年）9月1日の関東大震災で、築地・聖三一大聖堂のほか、深川真光、聖救主、聖パウロ、聖ヨハネ、諸聖徒、聖愛、神愛、神田基督、月島の諸教会が焼失する。
1927年（昭和2年）7月、港区赤坂・青山南町1丁目に鉄筋コンクリート建ての新聖堂と会館が竣工し、移転する。
その後、都市計画の一環である青山通りの道路拡張計画に加えて、建造物の老朽化、信徒の居住地の変化および財政上の問題から、移転することを決め、同じく区画整理で移転を余儀なくされていた麹町のインマヌエル教会と合同して、現在地である世田谷区代沢に移り、1961年（昭和36年）3月21日に礼拝堂の聖別式が行われた。

## 所在地
- 〒155-0032 東京都世田谷区代沢2-10-11